# Bangerz Tour
Bangerz Tour va ser la quarta gira musical de la cantautora nord-americana Miley Cyrus, realitzada per promoure el seu quart àlbum d'estudi, Bangerz (2013). Va ser anunciada l'octubre de 2013 i va incloure concerts a Amèrica del Nord, Europa, Amèrica Llatina i Oceania. A més va tenir com a col·laboradors en la seva realització als dissenyadors The Blonds, Roberto Cavalli, Marc Jacobs i per a l'escenografia John Kricfalusi. La gira començà el 14 de febrer de 2014 a Vancouver (Canadà) i va finalitzar el 23 d'octubre de 2014 a Perth (Austràlia). L'empresa encarregada de la promoció dels espectacles va ser Live Nation, que va acordar pagar $500.000 a la cantant per cada concert que oferís.
La gira va obtenir crítiques favorables, encara que es va veure embolicada en polèmiques pel contingut explícit dels espectacles. Algunes de les controvèrsies més sonades van ser, d'una banda, la que es va desenvolupar després de l'emissió de l'especial televisiu Miley Cyrus: Bangerz Tour, del canal NBC. Després de la seva difusió en televisió, diversos nord-americans ho van qualificar com difusor de «la pornografia i l'homosexualitat», això va donar lloc al fet que la Comissió Federal de Comunicacions investigués el programa, per comprovar si el contingut emès violava les regles de radiodifusió dels Estats Units. Si la resolució final determinava que sí es va arribar a violar el reglament, NBC podria haver arribat a ser multada. D'altra banda, una gran controvèrsia va ser la que es va donar lloc a Mèxic després de realitzar un concert a la ciutat de Monterrey, on Cyrus va ser «colpejada per darrere» amb la bandera del país. També hi va haver polèmica després de cancel·lar el concert per a la República Dominicana per la Comissió d'Espectacles Públics de l'illa. Es va argumentar que la Miley acostuma a «realitzar actes renyits amb la moral i els costums, penades per les lleis dominicanes».
Aquesta gira va suposar el retorn als escenaris per part de Cyrus, que des del Gypsy Heart Tour de 2011 que no realitzava cap gira, ja que es trobava en el procés de creació del seu quart àlbum d'estudi i en el redireccionament de la seva carrera després del seu nou contracte amb la discogràfica RCA Records de Sony Music Entertainment. Això va fer que deixés enrere el seu passat amb la The Walt Disney Company i la seva antiga discogràfica, Hollywood Records.
A mitjans de 2014, quan la gira feia quatre mesos que havia començat, el portal PollStar la va situar en la catorzena posició en la llista de les gires amb major recaptació, amb més de 34,5 milions de dòlars recaptats en 54 concerts realitzats. Al desembre de 2014 es va saber, gràcies a la revista Billboard, que el Bangerz Tour va recaptar 57.982.939 dòlars amb 66 espectacles oferts entre Amèrica del Nord i Europa. Finalment, el 30 de desembre de 2014, gràcies a PollStar es va saber que amb 79 dates la gira recaptà 62.900.000 dòlars, essent la setzena gira amb la recaptació més gran d'aquell any. El 25 de març de 2015 es publicà una edició audiovisual de la gira en format DVD i blu-ray, sota el títol Miley Cyrus: Bangerz Tour.

## Antecedents
El 26 d'octubre de 2013, Cyrus va estar al programa de televisió Saturday Night Live per anunciar oficialment que la seva gira iniciaria el 2014. Les empreses promotores de concerts Live Nation i AEG Live —que van treballar amb U2, Madonna, Lady Gaga, Britney Spears i Michael Jackson— van competir per aconseguir promoure la gira de la cantant. Després de mesos d'espera, la cantant i el segell discogràfic RCA Records van triar a Live Nation, ja que es va disposar a pagar-li a Cyrus mig milió de dòlars per cada presentació que oferís.

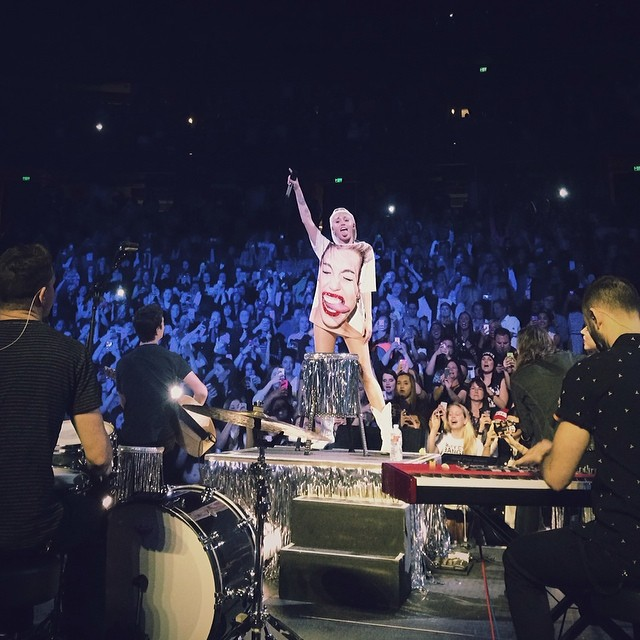
Cyrus actuant en el set acústic al febrer de 2014.

Cyrus va confirmar les primeres dates en el seu compte de Facebook després de fer el primer anunci sobre la gira al programa de ràdio On Air with Ryan Seacrest de KIIS-FM, en una entrevista amb Ryan Seacrest el novembre de 2013, on va comentar: «literalment, tota la meva vida gira entorn d'aquest tour ara mateix»; va al·ludir als preparatius i assajos dels concerts.
El novembre de 2013, en la web de Cyrus van ser publicats els anuncis oficials de la gira, que van ser rodats a Los Angeles i emesos per les cadenes televisives per promocionar els concerts als Estats Units i el Canadà. A més, a través del seu compte de Twitter, va anunciar que Sky Ferreira i el duo femení Icona Pop farien l'obertura de l'espectacle per a aquesta etapa de la gira. En aquest mateix mes, també es van posar a la venda les entrades per a la primera part de la gira. Les dates dels concerts a Europa es van anunciar al lloc web de Cyrus el desembre de 2013 i van ser comercialitzades quatre dies després.

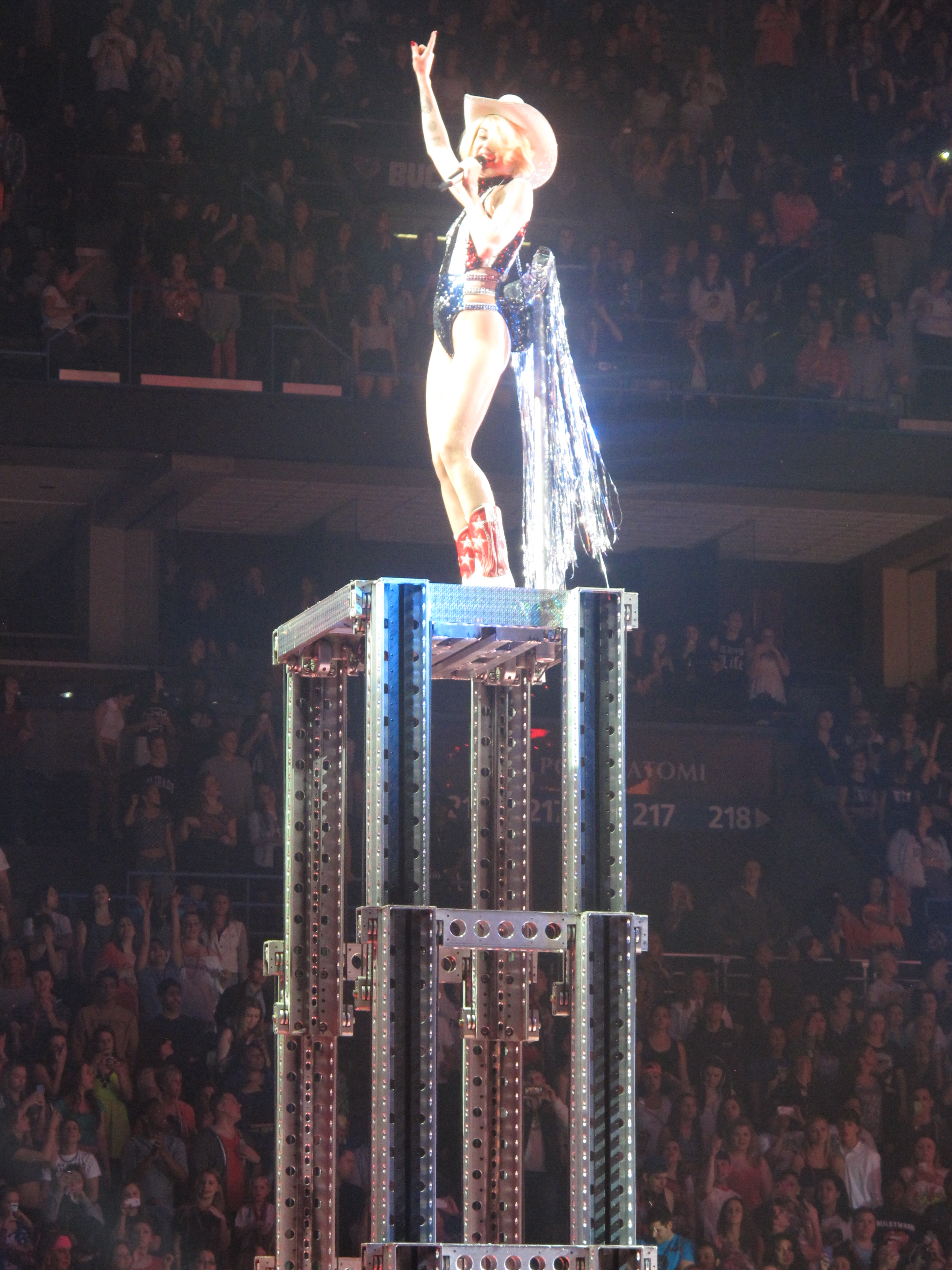
Cyrus durant la gira al març de 2014

El disseny del vestuari de Cyrus per a la gira va anar a càrrec de Jeremy Scott i Bob Mackie —els dissenyadors de The Blonds—, els quals havien treballat anteriorment en les gires de Beyoncé, Katy Perry i Kesha, entre d'altres. A més, el dissenyador Marc Jacobs també va treballar per al vestuari, cal esmentar que Cyrus va ser imatge de la seva campanya de moda el 2014. El gener de 2014 el dissenyador de moda italià Roberto Cavalli va publicar alguns esbossos per al vestuari de la gira, i es va sumar així als anteriors. En la seva bitàcola digital, Cavalli va indicar, a més d'elogiar-la, que admirava a Cyrus i estava feliç de contribuir en la gira. L'animador canadenc John Kricfalusi va realitzar part de l'escenografia emprada durant la gira, principalment basada en dissenys d'animals. El 25 de març de 2014, la revista musical nord-americana Billboard va publicar que la gira s'ampliaria a països d'Amèrica Llatina a partir de setembre del mateix any.
A Espanya se li va assignar, inicialment, un únic concert, el 13 de juny de 2014 a Barcelona. Aquestes entrades van estar disponibles el 23 de desembre de 2013. Finalment, al març de 2014 es va anunciar que s'havia afegit un espectacle a la capital espanyola, Madrid, que es realitzaria el 17 de juny en el Palau d'Esports de la Comunitat de Madrid. Segons la productora de la gira en terres espanyoles, Doctor Music: «a causa de la gran expectació creada al nostre país amb el concert programat a Barcelona (13 de juny en el Palau Sant Jordi), Miley Cyrus ha volgut fer un segon show al nostre país el dimarts 17 de juny en el Palau d'Esports de la Comunitat de Madrid».
A finals d'abril de 2014, Cyrus va ser hospitalitzada a causa d'una severa reacció al·lèrgica a uns antibiòtics que va prendre per combatre una sinusitis bacteriana, la qual cosa va portar a reprogramar per a agost els concerts a Filadèlfia, Connecticut i Long Island. Poc després, es va haver de reprogramar dos concerts a Europa, els d'Amsterdam i Anvers, a causa que, malgrat haver tingut una millorança, la cantant va sofrir una recaiguda de la malaltia. Quan finalment Cyrus va ser donada d'alta, va concedir una entrevista al periodista Ryan Seacrest al seu programa On Air with Ryan Seacrest, on va parlar sobre la seva hospitalització, els nous plans per la gira i es va mostrar entusiasmada amb tornar als escenaris.
El juny de 2014 la pàgina oficial de la cantant va anunciar les dates per a Amèrica Llatina, després d'alguns rumors que circulaven per la xarxa. Pocs dies després, van publicar les dates corresponents a Austràlia. L'agost de 2014, la pàgina web de Cyrus i els mitjans de comunicació de Nova Zelanda van anunciar l'arribada de la gira al país. També es va anunciar que la cantant inauguraria la primera edició del festival IHeartRadio Music Festival a Sydney. Aquest espectacle també formaria part de la gira, però al setembre va ser anunciat que el festival es cancel·lava, a causa de problemes amb la seva organització.

## Promoció

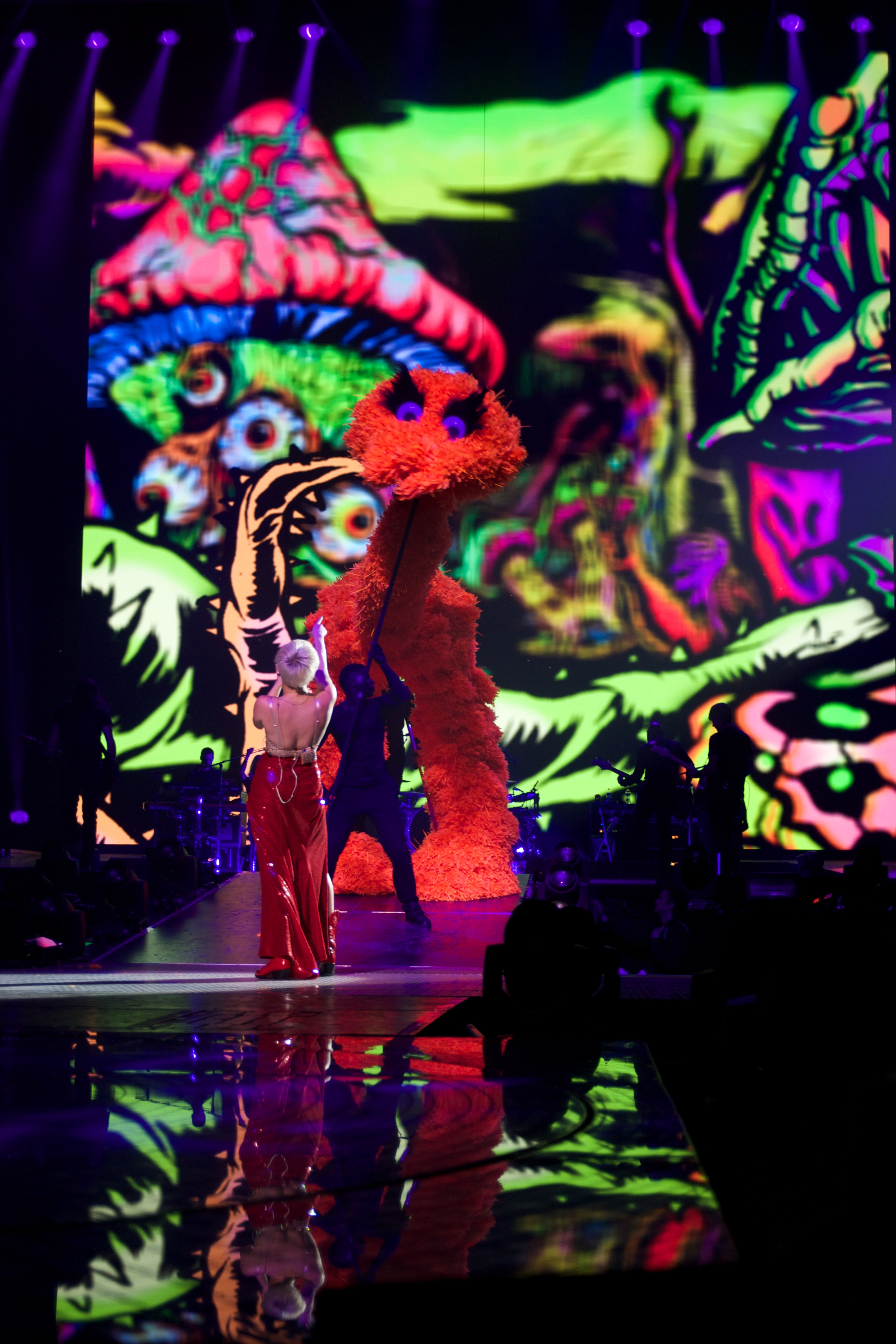
Cyrus en la interpretació de «FU».

La gira es va anunciar amb anuncis a la televisió i a internet als Estats Units  i altres països com Anglaterra, Argentina, Brasil, Xile, Austràlia, Portugal i Bèlgica, a més d'altres països europeus i llatinoamericans, i altres mitjans com ara radios, diaris o portals digitals. Als Estats Units, Cyrus va participar en programes de televisió, com el de Jay Leno, The Tonight show. També va concedir diferents entrevistes a mitjans nord-americans com el programa Good Morning America. A Espanya la promoció es va basar en anuncis per Internet, diaris i també en radios com ara els 40 Principales, que van anar de patrocinadors dels concerts a Barcelona i Madrid. A més, es van emetre anuncis de la gira pel canal de Mediaset Espanya, Divinity. També van ser realitzats diversos concursos per aconseguir entrades o l'oportunitat de conèixer a la cantant en els espectacles d'aquest país, com els realitzats pels 40 Principals.
Per promocionar la gira quan estava en curs, el 17 de març de 2014 va ser publicat pel canal de VEVO de YouTube un vídeo on es veia la preparació i un vídeo de darrere les escenes de la gira, titulat Miley Cyrus - Bangerz (VEVO Tour Exposed). També hi apareixien petites aportacions de persones que treballaven en la gira i el vestuari i de Cyrus, a més de petits fragments de les actuacions de l'espectacle.
Un mes més tard es va publicar un altre avanç al canal de YouTube denominat Gigantic Tiquets en el qual es van mostrar imatges en directe de diversos concerts. Aquest vídeo estava dirigit a la promoció en el Regne Unit, principalment al concert de Londres, que es va realitzar al maig. Poc després, va ser publicat per Live Nation en diversos comptes de YouTube, a més del de la pròpia cantant, com a promoció de la gira a Europa.
El 6 de maig de 2014, Billboard va anunciar l'actuació de Cyrus en els Billboard Music Awards de 2014 celebrats a Las Vegas, però de forma remota, perquè va ser una retransmissió des del concert de Manchester del 14 de maig en el Phones4o Arena de la ciutat, va ser emès com a part de la gira. L'actuació es va emetre quatre dies més tard, i va constar d'una versió de «Lucy in the Sky with Diamonds», l'èxit de la banda The Beatles. L'actuació va rebre bones crítiques per part de Billboard que va comentar que «la superestrella del pop va arribar a temps per a una interpretació grandiosa (...) cantant a tot pulmó les lletres, com el confeti que va volar cap a la seva boca». L'endemà de l'anunci de l'actuació en els Premis Billboard, la ràdio britànica CapitalFM va anunciar que Cyrus seria la primera artista que formaria part del cartell del festival Summertime Ball, que va ser celebrat el 21 de juny en l'Estadi de Wembley de Londres, també com a part de la gira. Cyrus va dir: «és un lloc tan emblemàtic, i per a mi arribar a actuar allí serà realment una bogeria».

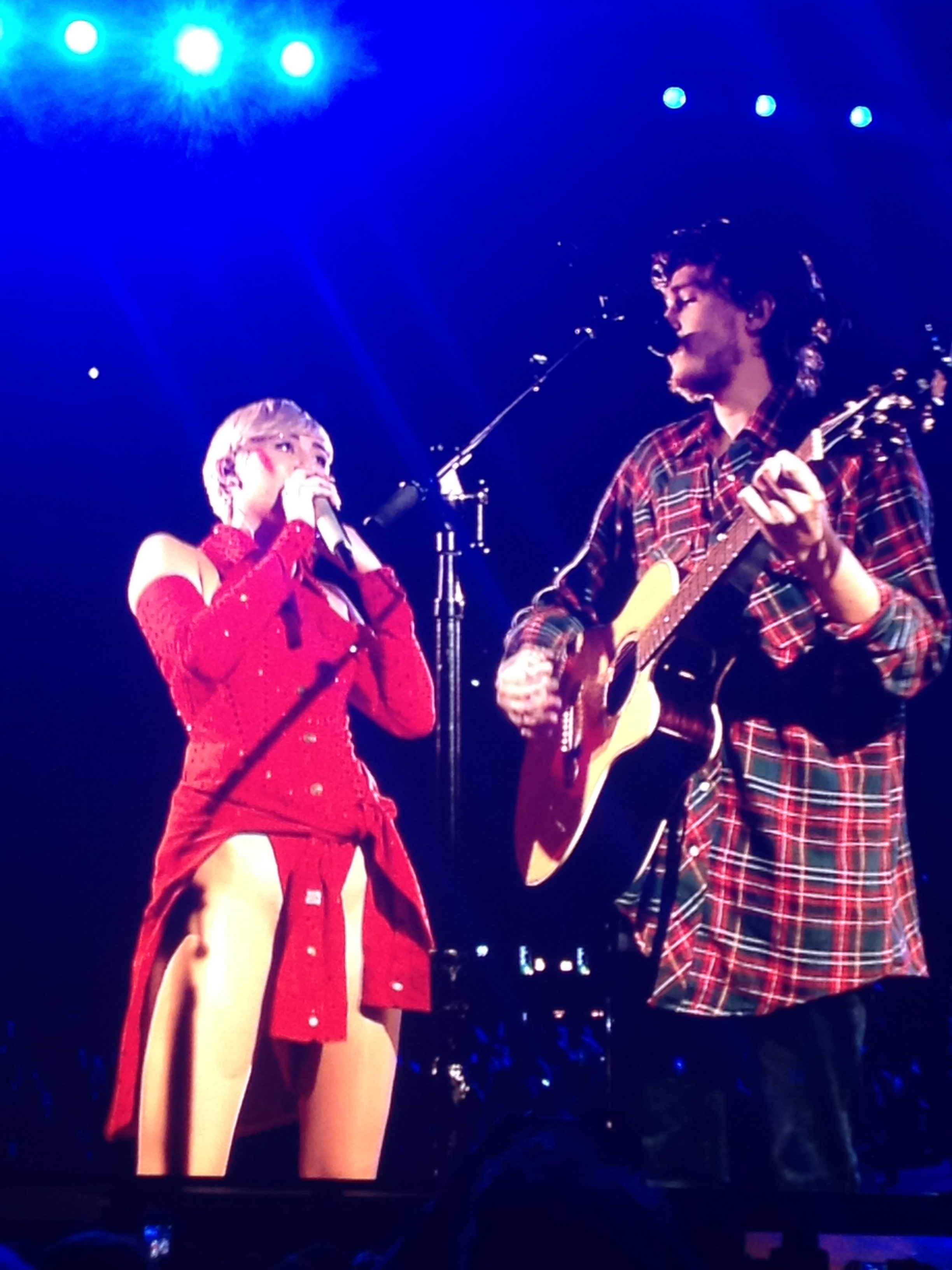
Miley i Braison Cyrus durant el segment acústic a Amsterdam

Per a l'anunci de la gira per Austràlia es va organitzar una exclusiva mundial, el juny de 2014, al programa australià The Today Show, on Cyrus va oferir una entrevista en la qual va mostrar imatges de l'espectacle a Viena i va anunciar la seva arribada al país. Les dates oficials dels espectacles en terres australianes van ser anunciades el mateix dia a la pàgina web oficial de la cantant. També va concedir una entrevista al mitjà australià Sunday Night a l'agost de 2014 per donar una major promoció als seus concerts a l'illa. Una vegada iniciada la gira per Austràlia, Cyrus es va presentar al programa matinal Sunrise, on va interpretar en directe els seus senzills «Wrecking Ball» i «We Can't Stop», així com «I'll Take Care Of You» i «The Scientist», versions d'Etta James i Coldplay respectivament. Els va interpretar des de l'exterior de l'Òpera de Sydney.
Per continuar amb la promoció de la gira pels Estats Units, el 2 de juliol de 2014 es va emetre pel canal NBC un especial televisat de la gira. Sota el títol Miley Cyrus: The Bangerz Tour, es va mostrar els concerts de Barcelona i Lisboa, a més d'escenes de darrere les càmeres.
Una cop anunciada l'arribada de Cyrus a Nova Zelanda, va realitzar una entrevista amb un mitjà local, One News de TVNZ. En l'entrevista, la cantant es va mostrar il·lusionada de poder actuar per primera vegada a Nova Zelanda, a més va donar petits detalls del concert per als seus admiradors locals. També va concedir una entrevista a un mitjà argentí, Telenoche de Canal 13, on va parlar sobre els seus seguidors argentins i els canvis que va haver de realitzar en l'espectacle, ja que considerava que havia de ser renovat en arribar allí. A manera de promoció a Brasil, el canal Multishow va realitzar un documental especial on es va mostrar l'arribada de Cyrus al país després del seu pas per São Paulo i Rio de Janeiro, a més de mostrar l'evolució de la cantant, sota el títol Miley Cyrus: Twerk It.

## Posada en escena

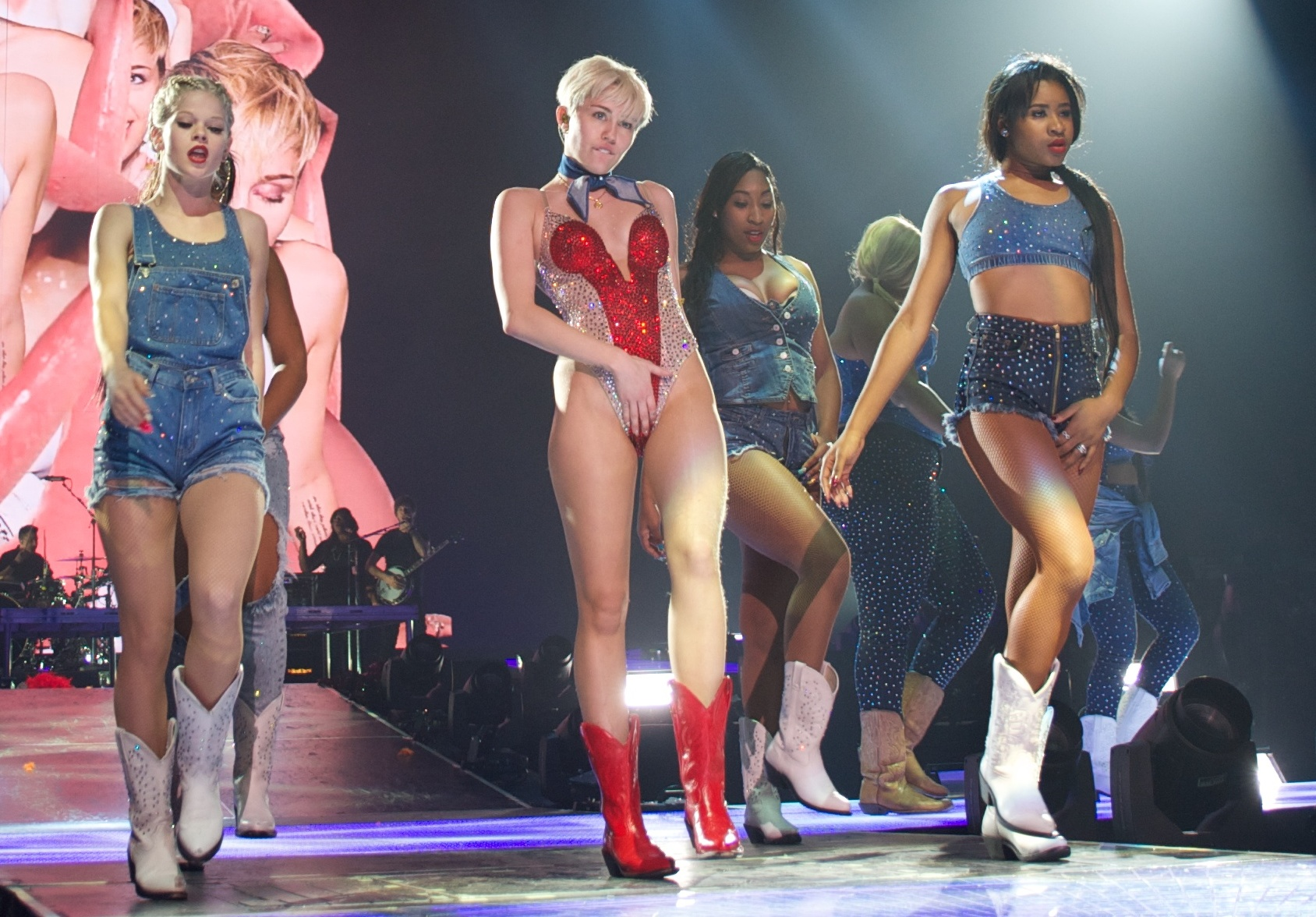
Cyrus quan va interpretar «Do My Thang»

Els espectacles van durar gairebé dues hores, amb aproximadament 9 canvis de vestuari. Cyrus va aparèixer al costat de diversos ballarins. El decorat el componia una gegantesca pantalla de fons, una passarel·la en forma de crucifix i un petit escenari a l'altre costat de l'estadi, denominat set acústic, on Cyrus va realitzar les actuacions acústiques. A més es va utilitzar gran quantitat d'efectes lumínics i pirotècnia.
La primera actuació va ser a Vancouver el 14 de febrer de 2014, amb entrades esgotades. Va començar amb l'apagat de les llums i l'inici d'una música «misteriosa», fins que va aparèixer en la pantalla gran un primer pla del seu rostre, i mentre aquesta imatge es projectava Cyrus va entrar a l'escenari i va lliscar per un tobogan en forma de llengua que sortia de la pantalla, vestida amb un leotard vermell (groc a Llatinoamèrica i Oceania i a Europa un body de pedreria amb uns grans llavis vermells amb la llengua treta dissenyat per The Blonds) amb unes muscleres amb plomes. L'espectacle va començar amb «SMS (Bangerz)», en què Britney Spears és representada per una ballarina amb una màscara de la cantant, juntament amb peluixos i personatges de dibuixos animats que ballen a l'escenari. Seguidament Cyrus va interpretar «4x4» seguint una coreografia amb el seu cos de ball.
Després d'un breu canvi de vestuari a un body amb estampat de fulles de marihuana (bitllets a Europa i un de taronja per Amèrica Llatina i Oceania), va reaparèixer per cantar «Love Money Party», mentre pujava i conduïa per l'escenari un vehicle esportiu utilitari d'or i un titella simulava el raper Big Sean, que interpretava el rap amb el qual col·labora en el tema. Després Cyrus va saltar del vehicle i va tirar al públic bitllets amb la seva cara.
Posteriorment va interpretar «My Darlin'» i «Maybe You're Right», que va donar lloc a un moment més pausat que ressaltava la seva veu. Cyrus va tornar a l'escenari amb un vestit de cuir vermell (groc a Europa) per interpretar «FU» —en el qual va interactuar amb un ninot gegant taronja— i una versió dance-country de «Do My Thang» i «Get It Right», acompanyada pels seus ballarins, mentre imatges de dolços es projectaven en la pantalla geganta. Durant la presentació de «Get It Right» a Tacoma es va afegir un llit gegant i una gegantesca flor amb llums.

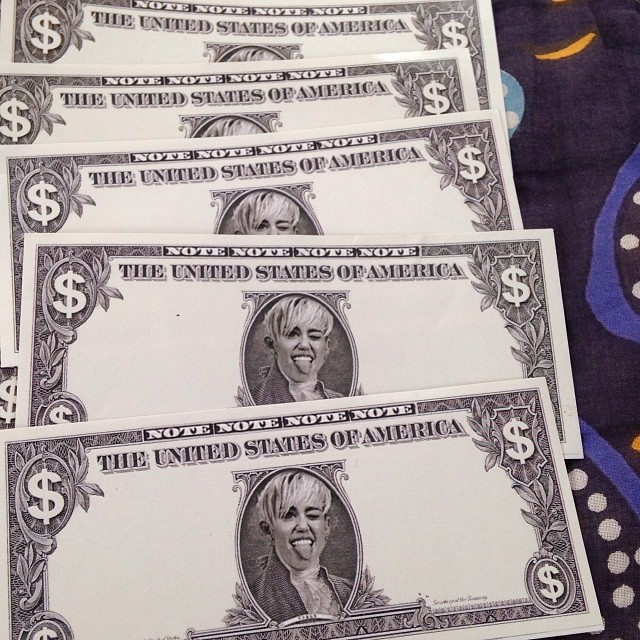
Bitllets de dòlar falsos utilitzats durant la presentació de «Love Money Party»

Miley va aparèixer després amb un vestit de plomes de color blanc i negre per cantar «Can't Be Tamed», mentre que a l'escenari hi havia un gos gegantesc que representava a la seva mascota morta Floyd. Després va tornar a canviar-se de vestuari per lluir un llarg vestit negre de Marc Jacobs, que a partir del concert a la ciutat de Los Angeles va ser substituït per un de micos negres brillants, dissenyat per Roberto Cavalli. Durant la interpretació de «Adore You», Cyrus va animar als membres del públic a fer-se un petó si apareixien a la pantalla. A partir del 28 de maig, Cyrus va interpretar la seva versió del clàssic de The Beatles «Lucy in the Sky with Diamonds», dedicada a Floyd. En la pantalla es mostrava un vídeo amb temàtica psicodèlica durant tota la interpretació de la cançó, on a més apareix una dona nua. Seguit d'això interpretava «Drive» amb un joc lumínic de làsers. Després feia la transició a les actuacions acústiques en el set acústic a l'altre costat del recinte.
Per a aquesta transició es va usar un vídeo d'imatges en blanc i negre de Miley parcialment vestida fent diverses postures al·ludint a l'esclavitud sexual, mentre el tema «Fitzpleasure» d'Alt-J sonava de fons. Aquest curtmetratge va ser titulat Miley Cyrus: Tongue Tied, i el va dirigir Quentin Jones. Finalment, sortia vestida a l'escenari amb una samarreta amb el seu rostre mostrant la llengua, que després va anar variant a conjunts de Cavalli, per interpretar «Rooting For My Baby» i versions de «Hey ya!» d'Outkast i «Jolene» de Dolly Parton. L'espectacle va continuar amb el tema «23» amb un vestuari que recordava l'utilitzat per Christina Aguilera el 2002 i canviat a un mico negre amb grans línies vermelles brillants, de Mike Will Made It (en la qual Cyrus va ser l'artista convidada), seguit de «On My Own», on ella va ballar amb ballarins disfressats d'animals. «Someone Else» va ser la següent, on es va muntar a un hot dog gegant, i va volar pel recinte.
Cyrus va acabar el show en interpretar els seus èxits: «We Can't Stop», en el qual va ballar amb els seus ballarins disfressats d'encenedors i dits d'escuma, i «Wrecking Ball», ambdues presentacions amb un body blanc amb pedreria. Pel tancament, va tornar a l'escenari en un vestit de colors blau i vermell (representació de la bandera nord-americana), a més de portar una perruca i un barret de vaquer, amb els quals va interpretar «Party in the U.S.A.». El concert va finalitzar amb focs artificials.
Cal destacar que una vegada iniciada l'etapa llatinoamericana, es va canviar gran part de l'espectacle incloent el vestuari utilitzat i part dels enregistraments que es van veure en la pantalla gran, perquè la cantant va sentir la necessitat de renovar-ho. També va influir que no es poguessin utilitzar elements com el hot dog o el Floyd gegant perquè els estadis en els quals es va presentar la gira no tenien la infraestructura necessària per poder realitzar l'espectacle complet.

### Cançons

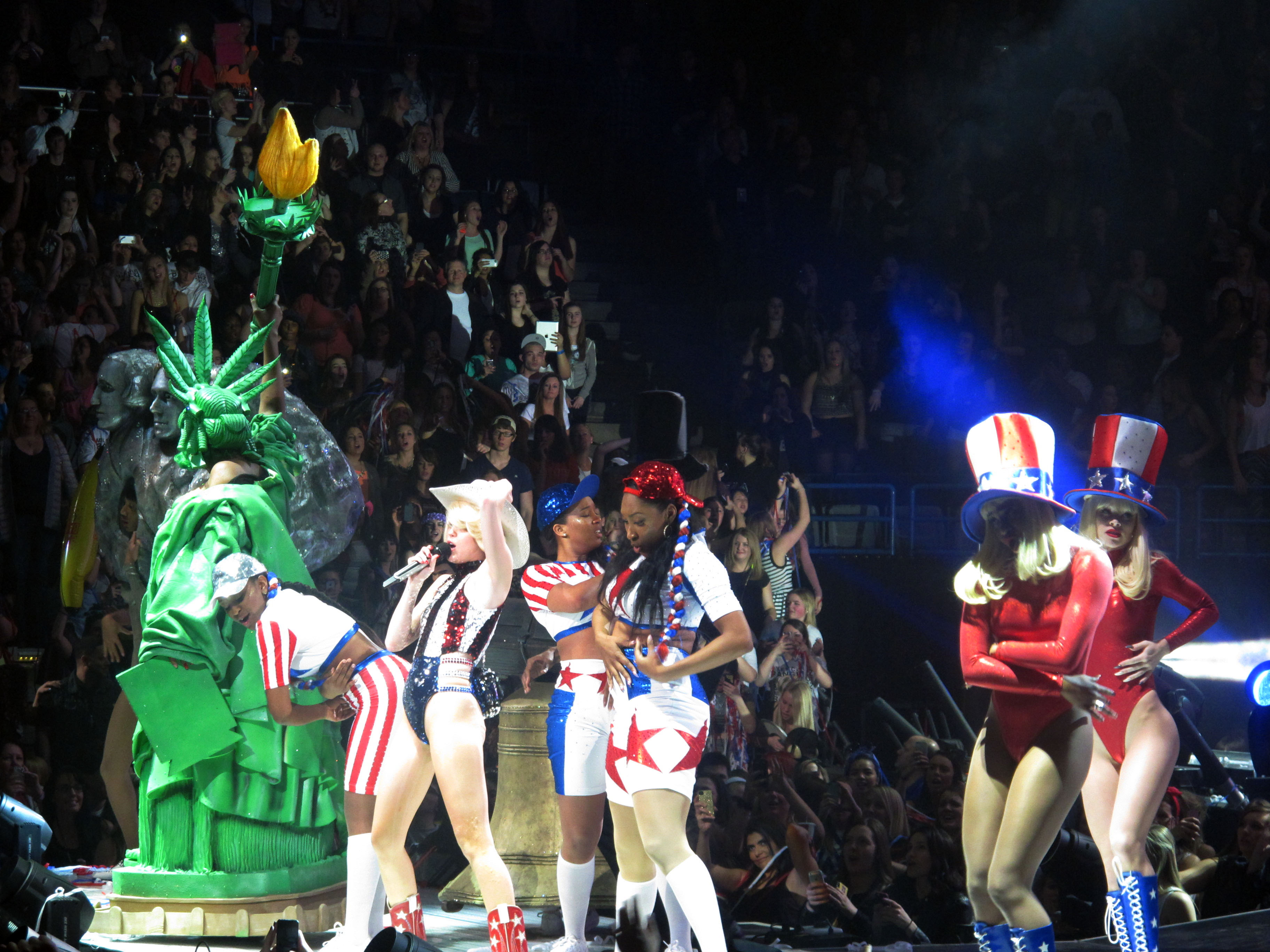
Cyrus interpretant «Party in the U.S.A.» durant la gira

El repertori original de la gira va estar conformat per vint cançons, de les quals quinze van ser extretes de l'àlbum Bangerz (2013), incloent els seus respectius senzills: «We Can't Stop», «Wrecking Ball» i «Adore You». També va incloure dos senzills de Miley Cyrus publicats entre els anys 2009 i 2010: «Party in the U.S.A.» i «Can't Be Tamed», a més de versionar «Jolene» i «Hey Ja!», de Dolly Parton i OutKast respectivament. Durant l'espectacle de Los Angeles del 22 de febrer de 2014, on Miley va interpretar «Yoshimi Battles the Pink Robots» amb la banda alternativa The Flaming Lips, es van realitzar en el set acústic les següents cançons: «Landslide» (versió de Fleetwood Mac), «You're Gonna Make Me Lonesome When You Go» (versió de Bob Dylan),«Summertime Sadness» (versió de Llana Del Rey) i «The Scientist» (versió de Coldplay). A més, durant la gira es van realitzar versions d'altres cançons: «Lucy in the Sky with Diamonds» de The Beatles, «Ruler of My Heart» de Linda Ronstadt, «There Is a Light That Never Goes Out» de The Smiths, «It Ain't Em Babe» de Bob Dylan, «Wild Horses» de The Rolling Stones, «Love Is Like a Butterfly» de Dolly Parton, «Hound Dog» d'Elvis Presley, «I'll Take Care Of You» d'Etta James i «Babe I'm Gonna Leave You» de Led Zeppelin.
Aquesta gira és la primera de la cantant en la qual descarta els seus senzills inicials, com ara «See You Again» i «7 Things», igual que la totalitat dels temes dels seus primers dos àlbums d'estudi: Meet Miley Cyrus (2007) i Breakout (2008).

## Controvèrsies
Quan la gira va començar, el contingut explícit de diversos segments del concert va provocar l'exaltació de molts pares que no veien bé els comportaments de Cyrus sobre l'escenari, amb arguments com ara «tocaments en les parts púbiques, vestits amb estampats de marihuana i simulació d'una masturbació damunt d'un cotxe». Les diferents actuacions polèmiques realitzades per Cyrus van fer que hi hagués risc de cancel·lar la gira. Malgrat aquestes crítiques, molts experts musicals van lloar l'espectacle, fins i tot el van comparar amb els de Madonna. Finalment Live Nation va emetre un comunicat en el que deia: «no hi ha cap veritat en absolut en els rumors sobre la cancel·lació del tour. Miley ha creat un tour que és gran, espectacular, entretingut i tot el que els fans volen de Miley Cyrus. Afortunadament ens ha anat molt bé i l'afecte de la gent que ens rep és molt bo». Davant la controvèrsia i polèmica desenvolupada, Cyrus va penjar un missatge a la xarxa social de Twitter on deia: «No poden dir que no els vaig avisar. Ara asseguin-se de nou, relaxin-se i gaudeixin del xou #BangerzTour».
L'emissió de l'especial televisat de l'espectacle el 6 de juliol Miley Cyrus: Bangerz Tour, de NBC, va generar múltiples crítiques per part els televidents, fins al punt que alguns van decidir traslladar les seves queixes a la Comissió Federal de Comunicacions (FCC), organisme encarregat de regular les emissions dels mitjans de comunicació als Estats Units, que es trobava investigant del cas, per comprovar si el contingut violava les regles de radiodifusió. L'especial musical va ser catalogat, per alguns, com difusor de «la pornografia i l'homosexualitat». NBC podria haver resultat sancionada amb una multa.

La cantant va generar controvèrsia en ser copejada en el darrere amb la bandera mexicana durant el seu concert a la ciutat de Monterrey.

A l'agost es va produir una altra polèmica per la cancel·lació del concert de Cyrus a la capital dominicana, Santo Domingo, en l'Estadi Quisqueya per les autoritats del país, perquè van considerar que l'espectacle ofert no respectava els valors morals de la república. La Comissió d'Espectacles Públics de República Dominicana, un organisme descentralitzat del ministeri de Cultura, va anunciar la prohibició i la seva argumentació va ser que Cyrus acostuma «a realitzar actes renyits amb la moral i els costums, penades per les lleis dominicanes». El president de la Comissió, J.M. Hidalgo, va explicar que l'ús de «vestuaris inadequats», així com frases de doble sentit, sexe lèsbic i la incitació al sexe «atempten contra la integritat personal i violen els drets del nen». Diversos mitjans es van fer ressò de la notícia, de la qual Terry Richardson, el director de «Wrecking Ball», va declarar el següent respecte a la cancel·lació del concert a República Dominicana: «si hi ha algun consol per Cyrus és que ara s'uneix a la llarga llista d'il·lustres músics exclosos de poder actuar en determinats països, entre ells Lady Gaga (Malàisia), Oasis (Xina), Amy Winehouse (EUA), 50 Cent (Canadà), Snoop Dogg (Regne Unit i Austràlia), i Chris Brown (Regne Unit)».
La polèmica continuà després amb la presentació de Cyrus a la ciutat de Monterrey (Mèxic), ja que durant el seu concert «va faltar al respecte als símbols patriòtics» (des del punt de vista dels mexicans), en ser copejada en el darrere amb la bandera d'aquest país. El diputat Francisco Treviño Cabell va demanar a la Secretaria de Governació l'arrest de la cantant per trenta-sis hores o una multa de setze mil pesos, a més va sol·licitar vigilar els posteriors concerts que realitzés la cantant en altres entitats de la República, com a part de la seva gira per Mèxic. El diputat va comentar: «és una burla, li estaven copejant aquí amb la bandera o netejant el darrere, és una falta de respecte i ella ve com a estrangera i ens falta al respecte, és un atemptat contra el patriotisme i contra la nació que no ha de quedar impune i no n'hem de fer els ulls grossos. Nosaltres exigim al secretari de Governació que actuï i apliqui la llei».
El lloc web Animal Político va comparar el succés amb altres polèmiques que han ocorregut a Mèxic. El novembre de 1993 la cantant nord-americana Madonna va iniciar una polèmica entre els diputats d'aquest país pel contingut explícit en els seus concerts, els inconformes van exigir que es cancel·lés a l'artista el permís per actuar, no obstant això la cantant va oferir els seus concerts sense problemes. Així mateix el cantant Marilyn Manson va causar controvèrsia el novembre de 2003 perquè organitzacions catòliques i de pares de família l'anomenaren “El Anticristo” per les excentricitats de les seves presentacions.